# Битва при Удзи
Битва при Удзи (яп. 以仁王の挙兵) — первое из трёх сражений при Удзи, ознаменовавшее начало войны Тайра и Минамото в средневековой Японии (1180-й год).
В 1180 году принц Мотихито, поддерживаемый кланом Минамото как наследник императорского престола, был атакован и преследовался отрядом рода Тайра вплоть до ворот храма Миидера в столице страны, Киото. Один из монахов этой обители, симпатизировавший Тайра, сумел задержать войска Минамото, шедшие на помощь принцу, и храм был захвачен. Военачальник Минамото, Минамото-но Ёримаса, соединившись с принцем и поддерживавшими его вооружёнными монахами (сохэй) из Миидеры, увёл свою армию на юг, к Наре. Переправившись по бамбуковому мосту через реку Удзи возле храма Бёдо-ин, Ёримаса велел разобрать мост — чтобы войска Тайра не смогли перейти на его берег. Однако его противникам всё-таки удалось пересечь реку и напасть на отряд Минамото. Ёримаса попытался спасти принца, убеждая его бежать, однако сам был ранен стрелой. Чтобы не попасть в плен, Минамото-но Ёримаса совершил в кумирне Феникса храма Бёдо-ин сеппуку. Это — первое документально засвидетельствованное самоубийство самурая вследствие понесённого в бою поражения. Принц сумел спастись бегством, однако вскоре был схвачен воинами Тайра и убит.